# 奈良交通自動車教習所

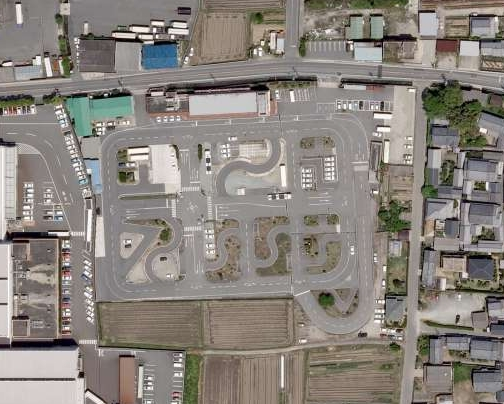
航空写真（2008年撮影）。

奈良交通自動車教習所（ならこうつうじどうしゃきょうしゅうじょ）は、奈良県大和郡山市にある奈良交通直営の指定自動車教習所である。
大型II種で使用されるバスは親会社の路線車としてかつて運用され、引退後も塗装はそのままの状態となって自家用ナンバーとして配置されている。
また、同社乗務員の研修として営業車登録している研修所所属のバスが配置されている。

## 所在地
- 大和郡山市井戸野町385番地

## 教習車種
- 大型自動車（I・II種）
- 中型自動車（I・II種）
- 普通自動車（I・II種）